# Perversion de vrille
Pour les articles homonymes, voir Perversion (homonymie).

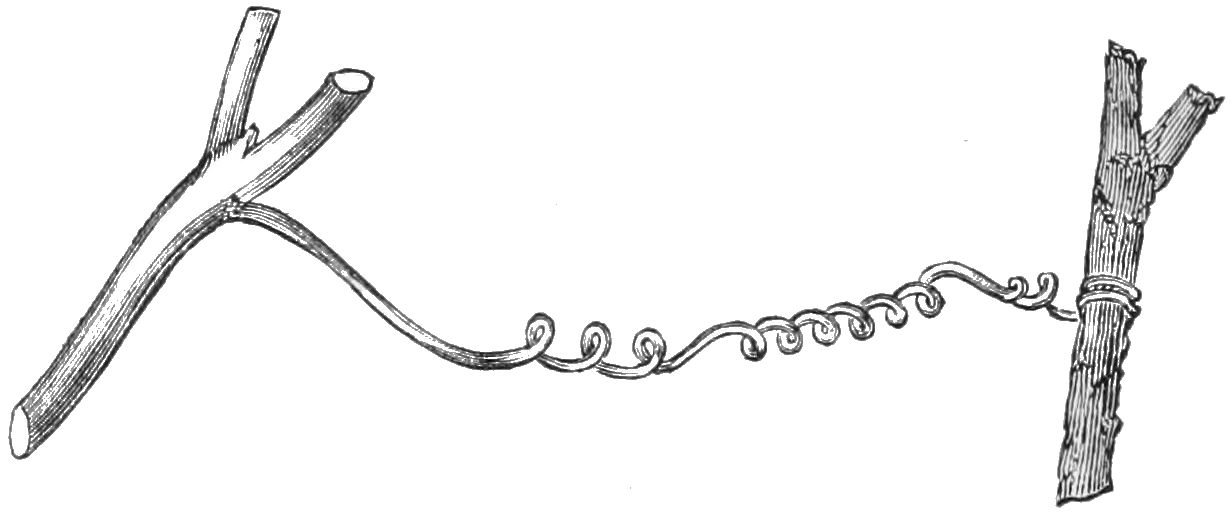
Une vrille de Bryonia dioica présentant une perversion de vrille. Extrait de l'article de Charles Darwin en 1865.

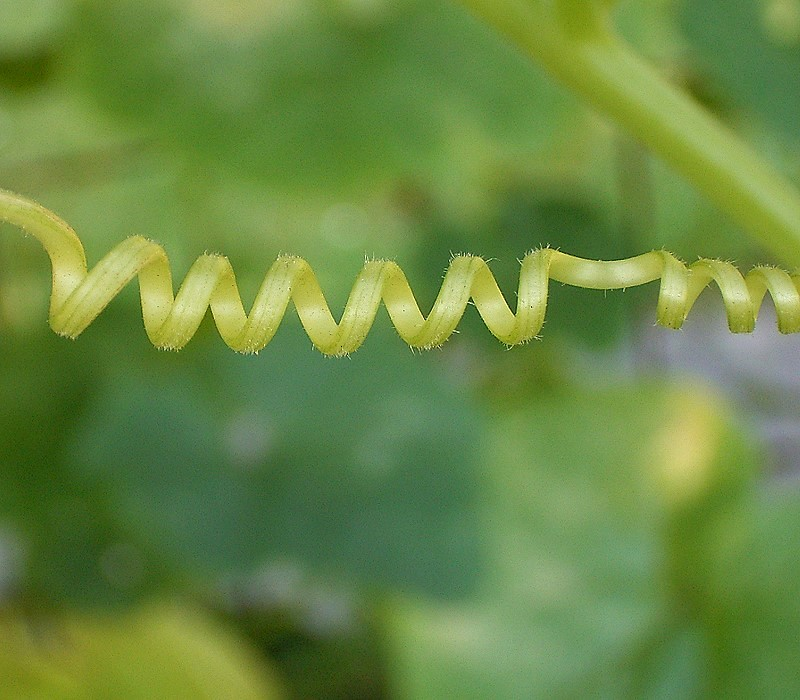
Cucurbita pepo présentant une perversion de vrille.

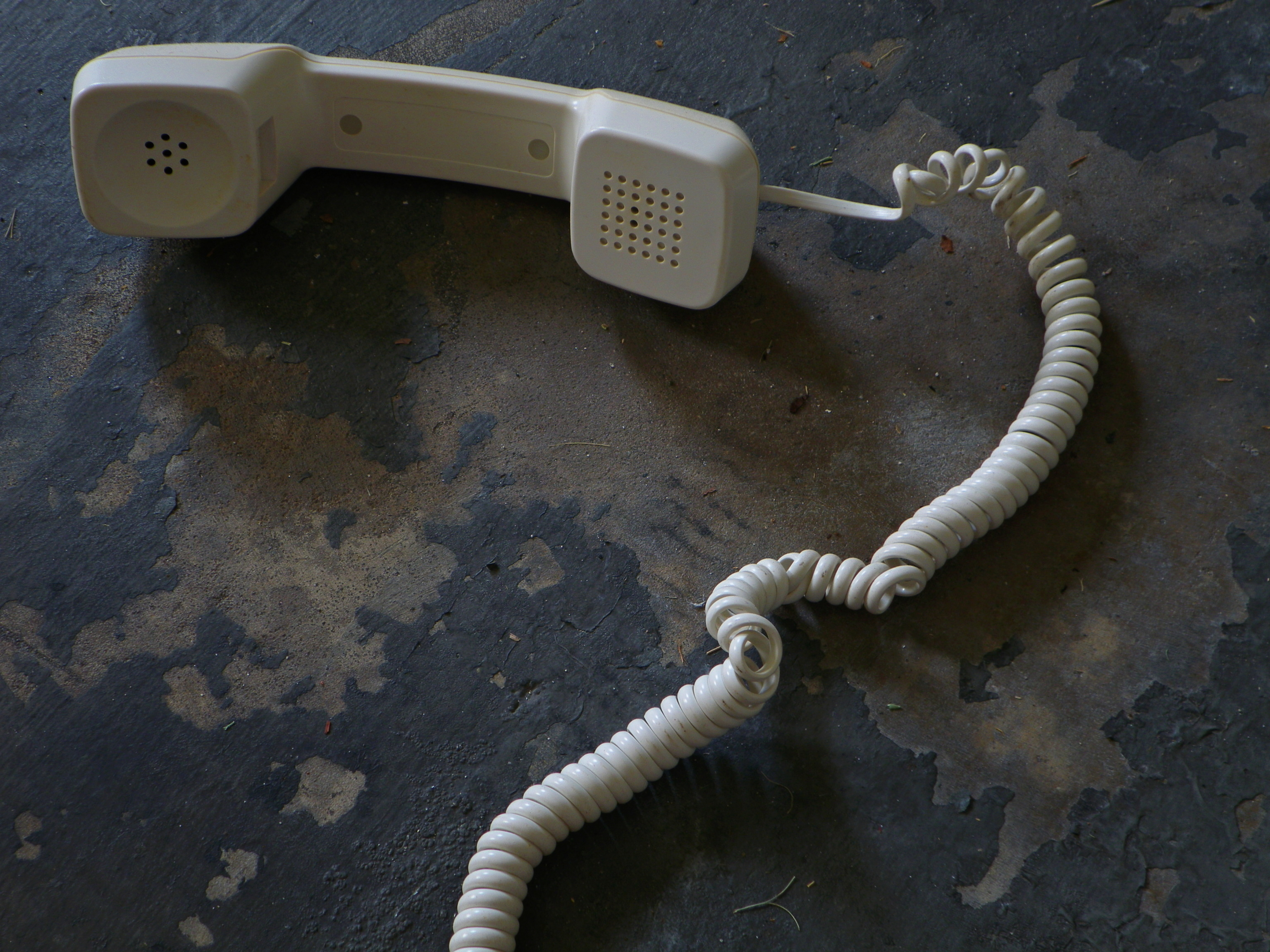
Un cordon de combiné téléphonique présentant une perversion de vrille.

Perversion de vrille obtenue avec des rubans cadeaux.

La perversion de vrille, souvent nommée simplement perversion, est une altération localisée de la géométrie des structures hélicoïdales telles que les vrilles végétales, dans lesquelles se forme une structure divisée en deux sections  tournant en sens inverse (on dit qu’elles sont de chiralité opposée), avec une transition entre les deux au milieu. Un phénomène similaire peut souvent être observé dans les câbles hélicoïdaux pliés tels que les cordons en spirale des combinés téléphoniques.

## Histoire
Le phénomène était connu de Charles Darwin, qui écrivit en 1865 :

« Une vrille ... se tord invariablement dans une partie dans un sens, et dans une autre partie dans le sens opposé... Cette structure curieuse et symétrique a été remarquée par plusieurs botanistes, mais n'a pas été suffisamment expliquée. »

citant une contribution d'Isidore Léon à la Société botanique de France en 1858.
Le terme « perversion de vrille » a été inventé par Goriely et Tabor en 1998 sur la base du mot perversion trouvé dans la littérature scientifique du XIXe siècle. La « perversion » est une transition d'une chiralité à une autre et était connue de James Clerk Maxwell, qui l'a attribuée au topologue JB Listing,.

## Physique
La perversion de vrille peut être considérée comme un exemple de rupture de symétrie spontanée, dans laquelle la structure tendue de la vrille adopte une configuration d'énergie minimale tout en préservant une torsion globale nulle. 
La perversion de vrille a été étudiée à la fois expérimentalement et théoriquement. Gerbode et al. ont fait des études expérimentales sur l'enroulement des vrilles de concombre,. Une étude détaillée d'un modèle simple de la physique de la perversion de vrille a été réalisée par MacMillen et Goriely au début des années 2000. Liu et al. ont montré en 2014 que le passage d'une forme hélicoïdale à une forme hémi-hélicoïdale, ainsi que le nombre de perversions, dépend du rapport hauteur / largeur de la section transversale de la bande. 
Silva et al. ont proposé des perversions de vrille généralisées, pour inclure des perversions qui peuvent être intrinsèquement produites dans des filaments élastiques, conduisant à une multiplicité de géométries et de propriétés dynamiques. 